# Sangīnābād
Sangīnābād (persiska: سنگين آباد) är en ort i Iran.   Den ligger i provinsen Kurdistan, i den nordvästra delen av landet, 300 km väster om huvudstaden Teheran. Sangīnābād ligger 1 977 meter över havet och antalet invånare är 734.
Terrängen runt Sangīnābād är kuperad åt sydväst, men åt nordost är den platt.Runt Sangīnābād är det ganska tätbefolkat, med 58 invånare per kvadratkilometer. Närmaste större samhälle är Qorveh, 6,6 km nordväst om Sangīnābād. Trakten runt Sangīnābād består i huvudsak av gräsmarker.